# Gisbert von Vincke

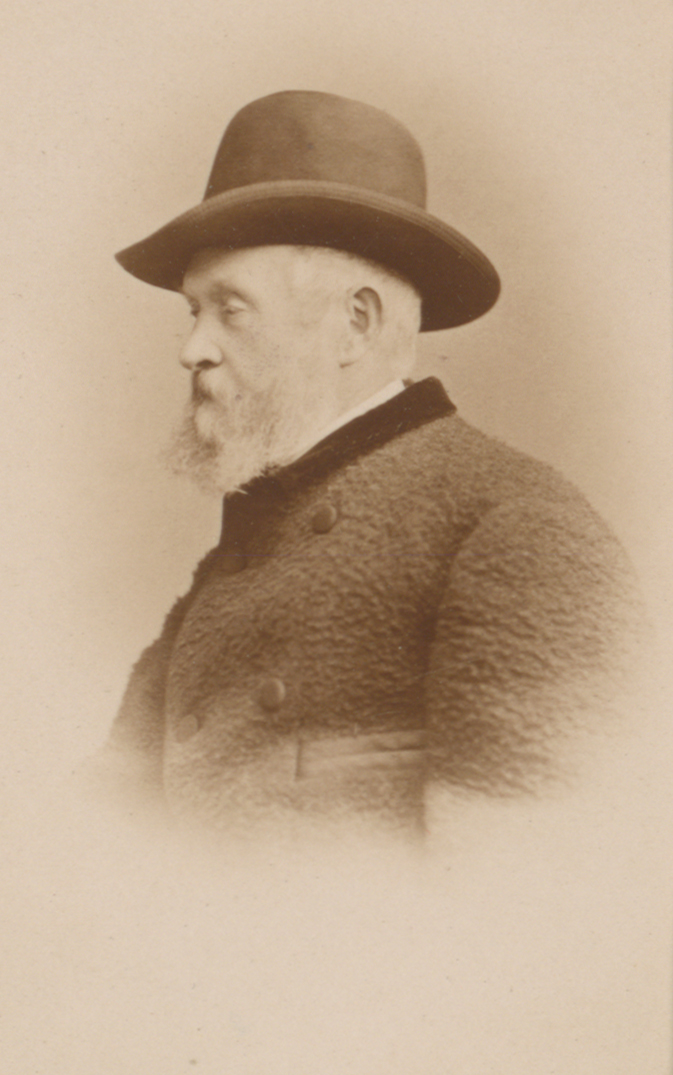
Gisbert von Vincke

Karl Gisbert Friedrich Freiherr von Vincke (* 6. September 1813 in Ickern; † 5. Februar 1892 in Freiburg im Breisgau) war ein deutscher Dichterjurist und Shakespeare-Forscher.

## Herkunft
Gisbert von Vinckes Eltern waren der spätere westfälische Oberpräsident Ludwig von Vincke und dessen Ehefrau Eleonore von Syberg zum Busch (1788–1826). Sein Bruder Georg (1811–1875) war ein bedeutender deutscher Verwaltungsjurist.

## Leben
Er wurde auf dem Adelssitz Haus Ickern (heute in Castrop-Rauxel) geboren. Nach dem Schulbesuch in Dortmund und Bielefeld studierte er von 1830 bis 1834 Rechtswissenschaft in Heidelberg und Berlin. 1831 wurde er Mitglied des Corps Guestphalia Heidelberg.  Zu seinem studentischen Umfeld in Heidelberg gehörten  Friedrich Hecker, Albert Sprengel und Karl Eduard Zachariae von Lingenthal. Vinckes Kommilitone Theodor Hoffmeister (1812–1834) zeichnete 1832 ein Jugendporträt von ihm.
Nach einer kurzen Gerichtstätigkeit wechselte er in die Verwaltung. Sein Examen für den höheren Verwaltungsdienst legte er 1842 ab, arbeitete dann zunächst im Potsdamer Regierungskollegium und ab 1846 als Regierungsrat der Westfälischen Provinzialverwaltung in Münster. 1860 zwang ihn ein Augenleiden dazu, sich früh pensionieren zu lassen. Von Vincke zog zunächst nach Frankfurt am Main und 1868 nach Freiburg im Breisgau, wo er sich bis an sein Lebensende seinen schriftstellerischen Arbeiten widmete und ausgedehnte Reisen unternahm.
Von Vinckes zeitgenössische Bedeutung beruht vor allem auf seinen Theaterstücken und Schriften über die Inszenierung von William Shakespeares Dramen. Er war viele Jahre Präsident der Deutschen Shakespeare-Gesellschaft. Zu seinem Freundeskreis zählten der Dichter Fritz Reuter und Gustav zu Putlitz, der Generalintendant des Karlsruher Hoftheaters.

## Familie
Er war zweimal verheiratet. Seine erste Frau Antonie von Monsterberg (* 23. August 1826; † 23. März 1857), Tochter des preußischen Generalleutnants Karl von Monsterberg, heiratete er am 28. September 1848 in Münster. Der Ehe entstammte eine Tochter:
- Asta Wilhelmine Ottonie Ottilie Sidonie Karoline (* 21. Mai 1852)

⚭ 1875 Freiherr Otto Marschall von Bieberstein († 21. Februar 1879)
⚭ 1881 Witold von Ubisch, Rittmeister
⚭ 00000Leopold Georg Henning von Kameke, Rittmeister (* 15. Januar 1850)
Er heiratete am 10. Juli 1860 in Frankfurt Auguste von Dungern (* 24. November 1832) Witwe des Wilhelm von Leonhardi. Das Paar hatte mehrere Töchter:
- Marie (* 7. August 1861; † 24. Januar 1890) ⚭ 1887 Graf Johann Heinrich Ernst von Rantzau (* 16. September 1847; † 13. März 1908)
- Anna (* 26. September 1866; † 31. Juli 1947)[4] ⚭ 1895 Johann Heinrich Ernst von Rantzau (* 16. September 1847; † 13. März 1908)[5]
- Hermine Charlotte Eugenie Bertha Emilie ("Emmy") (* 29. September 1864; † 27. Juni 1954) ⚭ Wilhelm von Ledebur (* 7. Mai 1859; † 25. Mai 1930), Landrat[6]

## Werke (Auswahl)
Novellen
Im Bann der Jungfrau, 3 Bände, Carl Rümpler, Hannover 1873 (2. Ausgabe; 1. Ausgabe 1864)
Theaterstücke
Zeitvertreibe. Lustspiel in 1 Akt, Grote, Hamm 1856
Die erste Prüfung. Lustspiel in 1 Akt, Wagner, Freiburg 1873
Wer sucht, der findet - nicht. Lustspiel in 4 Akten, Wagner, Freiburg 1876
Antonius und Cleopatra. Trauerspiel, Wagner, Freiburg 1876
Das Leben, ein Traum. Schauspiel in 5 Aufzügen. Mit freier Benutzung Calderóns, Wagner, Freiburg 1883
Schriften über Shakespeare
Shakespeare auf der deutschen Bühne unserer Tage. Garrick's Bühnenbearbeitung des Wintermärchens. In: Jahrbuch der Deutschen Shakespeare-Gesellschaft, Jahrgang 8, 1872
Die zweifelhaften Stücke Shakespeare's. In: Jahrbuch der Deutschen Shakespeare-Gesellschaft, Jahrgang 9, 1873
Shakespeare und Garrick. Bearbeitungen und Aufführungen Shakespeare'scher Stücke vom Tode des Dichters bis zum Tode Garrick's. In: Jahrbuch der Deutschen Shakespeare-Gesellschaft, Jahrgang 11, 1875
Wie es euch gefällt auf der Bühne. In: Jahrbuch der Deutschen Shakespeare-Gesellschaft, Jahrgang 14, 1878
Biographie
Lebenserinnerungen, niedergeschrieben für meine Kinder. 3 Bände., als Manuskript gedruckt Freiburg 1888/89